# 옌징 맥주
옌징 맥주(중국어: 燕京啤酒)은 중국의 맥주회사이다. 1980년 중국 베이징에서 설립되었다. 옌징은 베이징의 옛 이름이다.